# Albirex Niigata
Albirex Niigata (jap. アルビレックス新潟) – japoński klub piłkarski, występujący w J1 League, mający swoją siedzibę w mieście Niigata. Niigata co roku rozgrywa w Singapurze w siedzibie S-League turniej (Korporacyjny Puchar Albirexu) z innymi piłkarskimi klubami należącymi do tej korporacji.

## Dane
- Prezes: Yukio Nakano
- Przystąpienie do J-League: 1999
- Stadion/y: Niigata Stadium (42 300 widzów) i Niigata Athletic Stadium (18 671 widzów)

## Pozycje w lidze
- 1999 (J2): 4
- 2000 (J2): 7
- 2001 (J2): 4
- 2002 (J2): 3
- 2003 (J2): 1 (awans)
- 2004 (J1): 10
- 2005 (J1): 12
- 2006 (J1): 14

## Osiągnięcia
- Puchar Yamazaki Nabisco (2):2003
- Korporacyjny Puchar Albirexu:1999, 2000, 2001, 2003, 2004, 2006, 2007.
- Korporacyjny Puchar Albirexu (2):2005